# جایزه ادبی هفت اقلیم
جایزهٔ ادبیِ هفت اقلیم نهادی ادبی است که توسط بخش خصوصی (موسسه فرهنگی هنری هفت اقلیم) اداره می‌شود. این جایزه ادبی هر ساله به کتاب‌های منتشر شده در زمینه ادبیات داستانی (رمان و مجموعه داستان)، در حیطهٔ زبان فارسی در ایران اهدا می‌شود. آثار برگزیده طی چند دوره داوری انتخاب می‌شوند و در تاریخی معین نویسندگان برگزیده مورد تقدیر قرار می‌گیرند. این جایزه یکی از معدود جایزه‌های ادبی مستقل ایران است که کماکان فعالیت می‌کند.

## تاریخچه
جایزه ادبی هفت اقلیم در سال ۱۳۸۸ توسط عده‌ای از نویسندگان مستقل ایران با دبیری «آیت دولتشاه» آغاز به کار کرد. این جایزه در ابتدا به داستان‌های کوتاه منتشر نشده اختصاص داشت اما بعد از یک دوره مقدماتی داستان کوتاه، در ادامه تغییر مسیر داد و در دور اول، رسمأ به جمع جوایز کتاب‌های منتشر شده پیوست و تا به امروز هم بر این منوال حرکت کرده‌است. نویسندگانی زیادی در دوره‌های مختلف با تیم اجرایی این جایزه همکاری کرده‌اند. از جمله: خسرو عباسی خودلان، مینو عبدالله‌پور، رضا فکری و…

## فعالیت‌های جانبی جایزه
گروه اجرایی جایزه ادبی هفت اقلیم در زمینه برگزاری جلسات نقد کتاب و همچنین محفل‌های ادبی و داستان‌خوانی فعالیت‌های گسترده‌ای داشته‌است و تا به امروز بیش از بیست جلسهٔ نقد کتاب با حضور منتقدین، در محل مرکز مشارکت‌های فرهنگی هنری شهرداری و دیگر مراکز فرهنگی و هنری برپا کرده‌است. کتاب‌های نقد شده توسط تیم اجرایی انتخاب و بعد از دعوت منتقدین و اعلان فراخوان عمومی، با حضور مخاطبان ادبیات نقد شده‌اند. اولویت جلسات با کتاب‌ها و منتقدانی است که موجب مباحث چالشی و جریان‌سازی ادبی باشند.

## اهداف جایزه
هدف از برگزاری جایزه ادبی هفت اقلیم ارج نهادن به ادبیات اصیل ایرانی و توجه به آثار شاخص و ارزشمند زبان فارسی است که با تکیه بر زبان، بومیت و فرهنگ ایرانی خلق شده باشند. جایزه ادبی هفت اقلیم تلاش دارد که ادبیات داستانی را خارج از تقسیم‌بندی‌ها و گروه‌بندی‌های رایج ادبیات و به صورت ملی مورد بررسی قرار دهد.

## بخش‌های مختلف جایزه
- بخش رمان برگزیده (بخش اصلی)
- بخش رمان نویسندگان کتاب اولی (بخش جنبی)
- بخش مجموعه داستان برگزیده (بخش اصلی)
- بخش مجموعه داستان کتاب اولی (بخش جنبی)

بخش‌های اصلی جایزه، آثاری را در بر می‌گیرد که طی چند مرحله داوری بیشترین امتیاز را دریافت کرده باشند. در بخش‌های جنبی، کتاب‌های برگزیده از بین کتاب‌های هم‌رده (کتاب اولِ نویسنده) انتخاب و رتبه کل کتاب هم در میان آثار رسیده اعلام می‌شود.

## جوایز اهدایی
- به کتاب‌های برگزیدهٔ هر بخش لوح تقدیر، تندیس افتخار و جایزه نقدی اهدا می‌شود.
- به کتاب‌های شایستهٔ تقدیر هر بخش لوح تقدیر و جایزه نقدی اهدا می‌شود.

## شرایط پذیرش و محدودیت‌های جایزه
- هر دوره از جایزه به بررسی کتاب‌های سال قبل از آن اختصاص دارد و ملاک پذیرش کتاب‌ها ذکر سال انتشار در سرشناسهٔ کتاب است.
- کتاب‌ها باید در حیطه زبان فارسی و توسط ناشران ایرانی و با مجوز رسمی وزارت فرهنگ و ارشاد اسلامی منتشر شده باشند در غیر این صورت کتاب‌ها در بخش غیر رقابتی قرار می‌گیرند.

## شیوهٔ داوری
دبیر یا دبیران هیئت داوران هر ساله توسط دبیر جایزه انتخاب می‌شوند و سپس تیم داوری هر بخش با نظر دبیر جایزه و دبیر هیئت داروان تکمیل می‌شود. داوری جایزه سه مرحله‌ای است. به صورتی که داوران ابتدا کارهای رسیده را به صورت تیم‌های چند نفره مورد بررسی قرار می‌دهند و کتاب‌های شایسته راه‌یابی به دور دوم را به دبیرخانه معرفی می‌کنند. در مرحله اول هر کتاب توسط حداقل دو داور بررسی می‌شود. در مرحله دوم تمامی آثار راه‌یافته به دور دوم توسط کلیه داوران مورد بررسی قرار می‌گیرند و در انتها آثار مرحله نهایی به دبیرخانه معرفی می‌شوند. اثر برگزیده نهایی، کتابی است که بالاترین امتیاز را از داوران هر بخش دریافت کرده باشد.

## برگزیدگان جایزه تا به امروز

### دوره مقدماتی ۱۳۸۹
در دورهٔ مقدماتی که مختص به داستان‌های منتشر نشده بود، ۱۰ داور در ۳ مرحله داوری حدود ۷۵۰ داستان کوتاه رسیده را مورد بررسی قرار دادند و در نهایت داستان کوتاه «پرنسس گل‌های بابونه» نوشته «لیلا نوروزی» به عنوان داستان برگزیده این دور اعلام شد. همچنین در اختتامیه این دوره از نویسنده پیشکسوت آقای «فتح‌الله بی‌نیاز» به پاس یک عمر تلاش در زمینه ادبیات تقدیر به عمل آمد. داوران مرحله پایانی این دوره جایزه: «حسن محمودی» «علیرضا محمودی ایرانمهر» و «کامران محمدی».
فراخوان این جایزه در پاییز سال ۸۸ منتشر شد و اختتامیه آن بهار ۸۹ در پاتوق ادبی گارنو برگزار شد.

### دوره اول جایزه ادبی هفت اقلیم ۱۳۹۰
در مرحله اول داوری اولین دوره جایزه، از بین ۱۳۳ عنوان کتاب منتشر شده در سال ۱۳۸۹، تعداد ۱۵ رمان و ۱۷ مجموعه داستان به دور دوم راه یافتند و در مرحله بعدی داوری‌ها، ۴ رمان و ۴ مجموعه داستان شایسته راه‌یابی به دور نهایی اعلام شدند.

#### داوران این دوره جایزه در بخش‌ها و مراحل مختلف
سید محمود حسینی‌زاد، محمد کشاورز، میترا الیاتی، محمد حسینی (نویسنده)، حسن فرهنگی، پیمان هوشمندزاده، شیوا مقانلو، طلا نژاد حسن، کیهان خانجانی، احمد آرام، پدرام رضایی زاده، علیرضا محمودی ایرانمهر، محمد کاظم مزینانی، جواد جزینی، میترا صادقی، خالد رسول‌پور، حمیدرضا نجفی، محمد رمضانی، بهاره رهنما، سید علی صالحی، کامران محمدی.
اختتامیه این دوره اسفند سال ۱۳۹۰ در فرهنگسرای هنر (فرهنگسرای ارسباران) برگزار شد.

#### مجموعه داستان‌های راه‌یافته به دور نهایی
|   | نام کتاب                     | نویسنده          | ناشر           |
| - | ---------------------------- | ---------------- | -------------- |
| ۱ | خواب با چشمان باز            | ندا کاووسی‌فر     | نشر چشمه       |
| ۲ | ایستادن زیر دکل فشار قوی برق | داود غفارزادگان  | نشر چشمه       |
| ۳ | من، ایاز، ماهو               | لیلا بابایی فلاح | انتشارات افراز |
| ۴ | همه چی دُرُس می شه             | آزاده محسنی      | نشر چشمه       |

#### رمان‌های راه‌یافته به دور نهایی
|   | نام کتاب                            | نویسنده          | ناشر             |
| - | ----------------------------------- | ---------------- | ---------------- |
| ۱ | آتش به اختیار                       | محمدرضا بایرامی  | نیستان           |
| ۲ | زیر آفتاب خوش خیال عصر              | جیران گاهان      | نشر چشمه         |
| ۳ | دیگر سایه‌اش زمین را سیاه نخواهد کرد | حسین نوش آذر     | انتشارات مروارید |
| ۴ | قاراچوبان                           | مرتضی کربلایی لو | انتشارات افراز   |

در پایان مرحله نهایی داوری‌ها، آثار زیر به عنوان کتاب‌های برگزیده معرفی شدند:

#### برگزیدگان نهایی بخش مجموعه داستان
| ۱ | خواب با چشمان باز            | ندا کاووسی فر   | برگزیدهٔ نفر اول |
| ۲ | ایستادن زیر دکل فشار قوی برق | داود غفارزادگان | شایستهٔ تقدیر    |

#### برگزیدگان نهایی بخش رمان
| ۱ | آتش به اختیار          | محمدرضا بایرامی  | برگزیدهٔ نفر اول |
| ۲ | زیر آفتاب خوش خیال عصر | جیران گاهان      | شایستهٔ تقدیر    |
| ۳ | قاراچوبان              | مرتضی کربلایی لو | شایستهٔ تقدیر    |

در مراسم پایانی این دوره از جایزه، از خانم «فرخنده آقایی» به پاس یک عمر تلاش در زمینهٔ ادبیات تقدیر به عمل آمد.

### دوره دوم جایزه ادبی هفت اقلیم ۱۳۹۱
از بین آثار منتشر شده در سال ۱۳۹۰، ۱۳۰ اثر به دبیرخانه دومین دوره جایزه هفت اقلیم رسید و از بین این کتاب‌ها در مرحله اول ۱۳ رمان و ۱۴ مجموعه داستان بیشترین امتیاز را کسب کردند و در مرحله بعدی داوری‌ها، ۴ رمان و ۴ مجموعه داستان به عنوان کاندیداهای اصلی دریافت جایزه معرفی شدند.

#### داوران این دوره جایزه در بخش‌ها و مراحل مختلف
محمد کشاورز، میترا الیاتی، منیرالدین بیروتی، علی اکبر سلیمانپور، کیهان خانجانی، احمد آرام، پدرام رضایی زاده، محمد کاظم مزینانی، احمد دهقان، جواد جزینی، میترا صادقی، لیلا بابایی فلاح، ناتاشا امیری، احمد بیگدلی، کاوه فولادی نسب.
اختتامیه این دوره از جایزه دی ماه سال ۱۳۹۱ در سالن ناصری خانه هنرمندان ایران برگزار گردید.

#### مجموعه داستان‌های راه‌یافته به دور نهایی
|   | نام کتاب             | نویسنده            | ناشر     |
| - | -------------------- | ------------------ | -------- |
| ۱ | این برف کی آمده      | سید محمود حسینی‌زاد | نشر چشمه |
| ۲ | بودای رستوران گردباد | حامد حبیبی         | نشر چشمه |
| ۳ | من ژانت نیستم        | محمد طلوعی         | نشر افق  |
| ۴ | خط فاصله             | هادی کیکاووسی      | نشر چشمه |

#### رمان‌های راه‌یافته به دور نهایی
|   | نام کتاب                        | نویسنده           | ناشر      |
| - | ------------------------------- | ----------------- | --------- |
| ۱ | پنجاه درجه بالای صفر            | علی چنگیزی        | نشر چشمه  |
| ۲ | خورشید بر شانه راستشان نمی‌تابید | جواد افهمی        | نشر هیلا  |
| ۳ | خروج                            | علیرضا سیف الدینی | نشر افراز |
| ۴ | خواب نامه                       | مهدی رئیس‌المحدثین | نشر افراز |
| ۵ | هتل گمو                         | شهریار عباسی      | نشر مرکز  |

در پایان مرحله نهایی داوری‌ها، آثار زیر به عنوان کتاب‌های برگزیده معرفی شدند:

#### برگزیدگان نهایی بخش مجموعه داستان
| ۱ | بودای رستوران گردباد | حامد حبیبی         | برگزیدهٔ نفر اول |
| ۲ | این برف کی آمده      | سید محمود حسینی‌زاد | شایستهٔ تقدیر    |

#### برگزیدگان نهایی بخش رمان
| ۱ | خورشید بر شانه راستشان نمی‌تابید | جواد افهمی | برگزیدهٔ نفر اول |
| ۲ | پنجاه درجه بالای صفر            | علی چنگیزی | شایستهٔ تقدیر    |

در این دوره جایزه از نویسندهٔ پیشکسوت «جمال میرصادقی» به پاس یک عمر تلاش و تربیت چند نسل داستان‌نویس، تقدیر به عمل آمد.

### دوره سوم جایزه ادبی هفت اقلیم ۱۳۹۲
این دوره از جایزه به بررسی کتاب‌های سال ۱۳۹۱ اختصاص داشت و از بین ۱۲۷ اثر رسیده به دبیرخانه سومین دوره جایزه ۱۵ رمان و ۸ مجموعه داستان به دور دوم راه یافتند و در ادامه داوری‌های این دوره ۵ رمان و ۵ مجموعه داستان به عنوان شانس اول دریافت جایزه هفت اقلیم معرفی شدند.

#### داوران این دوره جایزه در بخش‌ها و مراحل مختلف
- بخش رمان: ابوتراب خسروی، عباس عبدی، مجید قیصری، احمد آرام
- بخش مجموعه داستان: محمد کشاورز، میترا الیاتی، کیهان خانجانی، کاوه فولادی نسب

اختتامیه این دوره از جایزه ۲۰ اسفند ۱۳۹۲ در مرکز مشارکت‌های فرهنگی هنری برگزار گردید.

#### مجموعه داستان‌های راه‌یافته به دور نهایی
|   | نام کتاب                  | نویسنده        | ناشر           |
| - | ------------------------- | -------------- | -------------- |
| ۱ | آن‌ها کم از ماهی‌ها نداشتند | شیوا مقانلو    | نشر ثالث       |
| ۲ | بوی قیر داغ               | علی اکبر حیدری | انتشارات روزنه |
| ۳ | بهت زدگی                  | پیام ناصر      | نشر مرکز       |
| ۴ | رنگ لثه ببر               | حمید پارسا     | نشر افکار      |
| ۵ | کانادا جای تو نیست        | فرشته توانگر   | نشر چشمه       |

#### رمان‌های راه‌یافته به دور نهایی
|   | نام کتاب                       | نویسنده         | ناشر           |
| - | ------------------------------ | --------------- | -------------- |
| ۱ | اینجا نرسیده به پل             | آنیتا یارمحمدی  | انتشارات ققنوس |
| ۲ | دکتر داتیس                     | حامد اسماعیلیون | نشر چشمه       |
| ۳ | زیر سایه اکالیپتوس‌ها           | مهدیه مطهر      | نشر گلمهر      |
| ۴ | مردگان جزیره موریس             | فرهاد کشوری     | نشر چشمه       |
| ۵ | من منچستر یونایتد را دوست دارم | مهدی یزدانی‌خرم  | نشر چشمه       |

در مرحله نهایی داوری، آثار زیر به عنوان کتاب‌های برگزیده معرفی شدند:

#### برگزیده نهایی بخش مجموعه داستان
| ۱ | کانادا جای تو نیست | فرشته توانگر | برگزیدهٔ نفر اول |

#### برگزیدگان نهایی بخش رمان
| ۱ | من منچستر یونایتد را دوست دارم | مهدی یزدانی‌خرم | برگزیدهٔ نفر اول |
| ۲ | زیر سایه اکالیپتوس‌ها           | مهدیه مطهر     | شایستهٔ تقدیر    |

### دوره چهارم جایزه ادبی هفت اقلیم ۱۳۹۳
از ۱۶۷ اثر رسیده به دبیرخانه چهارمین دوره جایزه ادبی هفت اقلیم، در مجموع ۱۷ مجموعه داستان و ۲۰ رمان به دور نیمه نهایی جایزه راه یافتند و پس از داوری آثار راه یافته به این مرحله ۴ رمان و ۴ مجموعه داستان با کسب بالاترین امتیاز، به عنوان نامزدهای نهایی چهارمین دوره جایزه هفت اقلیم معرفی شدند.

#### داوران این دوره
- بخش رمان: عباس عبدی (دبیر داوران بخش رمان)، بلقیس سلیمانی، سودابه اشرفی
- بخش مجموعه داستان: محمد کشاورز (دبیر داوران بخش مجموعه داستان)، کورش اسدی، محمد هاشم اکبریانی

اختتامیه این دوره از جایزه روز شنبه ۲ اسفند ۱۳۹۳ در مرکز همایش‌های برج میلاد برگزار شد.

#### مجموعه داستان‌های راه‌یافته به دور نهایی
|   | نام کتاب                   | نویسنده                   | ناشر           |
| - | -------------------------- | ------------------------- | -------------- |
| ۱ | پاس عطش                    | علی صالحی                 | نشر ثالث       |
| ۲ | آب و هوای این چند روز سال  | آیین نوروزی               | نشر نگاه       |
| ۳ | فشار آب بر دنیای عجیب دلکو | هادی تقی‌زاده              | انتشارات روزنه |
| ۴ | عاشقانه مارها              | غلامرضا رضایی(داستان‌نویس) | نشر هیلا       |

#### رمان‌های راه‌یافته به دور نهایی
|   | نام کتاب  | نویسنده        | ناشر      |
| - | --------- | -------------- | --------- |
| ۱ | هیچ‌وقت    | لیلا قاسمی     | نشر چشمه  |
| ۲ | روز حلزون | زهرا عبدی      | نشر چشمه  |
| ۳ | تاریک ماه | منصور علیمرادی | نشر روزنه |
| ۴ | بی مترسک  | علی غبیشاوی    | نشر نگاه  |

در مرحله نهایی داوری، آثار زیر به عنوان کتاب‌های برگزیده معرفی شدند:

#### برگزیده نهایی بخش مجموعه داستان
| ۱ | آب و هوای این چند روز سال | آیین نوروزی               |  | نشر نگاه | برگزیدهٔ نفر اول |
| ۲ | عاشقانه مارها             | غلامرضا رضایی(داستان‌نویس) |  | نشر هیلا | شایسته تقدیر    |

#### برگزیدگان نهایی بخش رمان
| ۱ | تاریک ماه | منصور علیمرادی | نشر روزنه | برگزیدهٔ نفر اول |

### دوره پنجم جایزه ادبی هفت اقلیم ۱۳۹۴
در این دوره از جایزه بیش از ۱۸۵ اثر داستانی در دو بخش مجموعه داستان و رمان مورد بررسی قرار گرفت و پس از سه دوره داوری، ۶ مجموعه داستان و ۵ رمان به عنوان کاندیداهای نهایی معرفی شدند. پنجمین دوره جایزه ادبی هفت اقلیم برگزار شد و برگزیدگانش را معرفی کرد. این دوره از جایزه با تغییراتی نسبت به دوره‌های قبل همراه بود. یونس تراکمه به عنوان دبیر جایزه فعالیت داشت و فرشته احمدی، مهدی یزدانی‌خرم، کاوه فولادی‌نسب، مژده دقیقی و آیت دولتشاه تیم هیئت دبیری جایزه را تشکیل داده بودند.

#### داوران این دوره
- بخش رمان: عباس عبدی، کامران محمدی، مهدی یزدانی‌خرم و شاپور بهیان
- بخش مجموعه داستان: علی خدایی، ناهید طباطبایی و هادی نودهی

اختتامیه این دوره از جایزه روز چهارشنبه ۱۲ اسفند در سالن همایش‌های مؤسسه فرهنگی هنری هفت اقلیم برگزار شد.

#### مجموعه داستان‌های راه‌یافته به دور نهایی
|   | نام کتاب            | نویسنده         | ناشر      |
| - | ------------------- | --------------- | --------- |
| ۱ | برای پیرهنت می‌میرند | ناتاشا محرم‌زاده | نشر هیلا  |
| ۲ | بندهای خالی         | پیمان فیوضات    | نشر آگه   |
| ۳ | پل‌ها                | احمد ابوالفتحی  | نشر چشمه  |
| ۴ | در دهان اژدها       | محمدرضا زمانی   | نشر نگاه  |
| ۵ | عادت‌های صبحگاهی     | آسیه نظام شهیدی | نشر افراز |
| ۶ | یه کار تر و تمیز    | مهناز کریمی     | نشر ققنوس |

#### رمان‌های راه‌یافته به دور نهایی
|   | نام کتاب                 | نویسنده          | ناشر      |
| - | ------------------------ | ---------------- | --------- |
| ۱ | بوی برف                  | شهلا شهابیان     | نشر هیلا  |
| ۲ | تاول                     | مهدی افروزمنش    | نشر چشمه  |
| ۳ | تجریش                    | زکریا قائمی      | نشر چشمه  |
| ۴ | طلابازی                  | امیرحسینِ شربیانی | نشر چشمه  |
| ۵ | من و اتاق‌های زیر شیروانی | طاهره علوی       | نشر ققنوس |

در مرحله نهایی داوری، آثار زیر به عنوان کتاب‌های برگزیده معرفی شدند:

#### برگزیده نهایی بخش مجموعه داستان
| ۱ | عادت‌های صبحگاهی | آسیه نظام‌شهیدی | نشر افراز | اثر برگزیده  |
| ۲ | در دهان اژدها   | محمدرضا زمانی  | نشر نگاه  | شایسته تقدیر |

#### برگزیدگان نهایی بخش رمان
| ۱ | تاول  | مهدی افروزمنش | نشر چشمه | اثر برگزیده  |
| ۲ | تجریش | زکریا قائمی   | نشر چشمه | شایسته تقدیر |

جایزه اثر برگزیده، تندیس، لوح تقدیر و یک میلیون تومان وجه نقد بود و جایزه اثر تقدیری تندیس و لوح تقدیر.

### دوره ششم جایزه ادبی هفت اقلیم ۱۳۹۵
پس از بررسی ۱۹۰ اثر داستانی در دو بخش رمان و مجموعه داستان، مراسم اختتامیه ششمین دوره جایزه هفت اقلیم عصر چهارشنبه ۳۰ فروردین ۹۵ با حضور هیئت داوران، برگزیدگان و جمعی از داستان نویسان کشور در مؤسسه فرهنگی هفت اقلیم برگزار شد. این دوره از این جایزه با مدیرمسئولی آیت دولتشاه و سردبیری ناهید طباطبایی برگزار شد.

#### داوران این دوره
- بخش رمان: ناهید طباطبایی، گلی امامی و بهناز علیپور گسکری
- بخش مجموعه داستان: علی خدایی، فرهاد کشوری و شاپور بهیان[۱۲]

#### مجموعه داستان‌های راه‌یافته به دور نهایی
|   | نام کتاب                  | نویسنده          | ناشر      |
| - | ------------------------- | ---------------- | --------- |
| ۱ | رولت روسی                 | کامران محمدی     | نشر چشمه  |
| ۲ | سی‌وسه پل چهار و نیم اکتاو | سلمان باهنر      | نشر نگاه  |
| ۳ | شرم                       | وحید افتخارزاده  | نشر ثالث  |
| ۴ | گچ و چای سردشده           | آتوسا افشین نوید | نشر چشمه  |
| ۵ | نوبت سگ‌ها                 | سروش چیت‌ساز      | نشر مرکز  |
| ۶ | مستر جیکاک                | احمد حسن‌زاده     | نشر نیماژ |

رمان‌های راه‌یافته به دور نهایی:
|   | نام کتاب                       | نویسنده        | ناشر           |
| - | ------------------------------ | -------------- | -------------- |
| ۱ | این سگ می‌خواهد رکسانا را بخورد | قاسم کشکولی    | نشر بوتیمار    |
| ۲ | برف‌سوزی                        | ناهید فرامرزی  | نشر ثالث       |
| ۳ | پیاده                          | حمید بابایی    | نشر قطره       |
| ۴ | روز اول ماه مهر هرگز نیامد     | جمشید ملک‌پور   | نشر افراز      |
| ۵ | گلوگاه                         | طیبه گوهری     | نشر صدای معاصر |
| ۶ | نامه نانوشته                   | ابراهیم دمشناس | نشر بوتیمار    |

در مرحله نهایی داوری، آثار زیر به عنوان کتاب‌های برگزیده معرفی شدند:
برگزیده نهایی بخش مجموعه داستان:
| ۱ | مسترجیکاک                   | احمد حسن‌زاده     | نشر نیماژ | اثر برگزیده  |
| - | --------------------------- | ---------------- | --------- | ------------ |
| ۲ | سی و سه پل چهار و نیم اکتاو | سلمان باهنر      | نشر نگاه  | شایسته تقدیر |
| ۳ | گچ و چای سردشده             | آتوسا افشین نوید | نشر چشمه  | شایسته تقدیر |

برگزیده نهایی بخش رمان:
| ۱ | گلوگاه                 | طیبه گوهری     | نشر صدای معاصر | اثر برگزیده  |
| - | ---------------------- | -------------- | -------------- | ------------ |
| ۲ | نامه نانوشته           | ابراهیم دمشناس | نشر بوتیمار    | شایسته تقدیر |
| ۳ | روز اول مهر هرگز نیامد | جمشید ملک پور  | نشر افراز      | شایسته تقدیر |
| ۴ | برف‌سوزی                | ناهید فرامرزی  | نشر ثالث       | شایسته تقدیر |

### دوره هفتم جایزه ادبی هفت اقلیم ۱۳۹۶
پس از بررسی ۸۰ رمان و ۱۷۰ مجموعه داستان مراسم اختتامیه هفتمین دوره جایزه هفت اقلیم عصر جمعه ۱۸ اسفند ۹۶ با حضور هیئت داوران، برگزیدگان و جمعی از داستان نویسان کشور در مؤسسه فرهنگی هفت اقلیم برگزار شد.

#### داوران این دوره
- بخش مجموعه داستان: علی خدایی، ناهید طباطبایی، هادی نودهی
- بخش رمان: رضا جولایی، منیرالدین بیروتی، رضا زنگی‌آبادی

مجموعه داستان‌های راه‌یافته به دور نهایی:
|   | نام کتاب            | نویسنده                   | ناشر      |
| - | ------------------- | ------------------------- | --------- |
| ۱ | باران بمبئی         | پیام یزدانجو              | نشر چشمه  |
| ۲ | بی باد، بی پارو     | فریبا وفی                 | نشر چشمه  |
| ۳ | بی‌وزنی              | محسن عباسی                | نشر افق   |
| ۴ | خانه کوچک ما        | داریوش احمدی              | نشر نیماژ |
| ۵ | سایه تاریک کاج‌ها    | غلامرضا رضایی(داستان‌نویس) | نشر نیماژ |
| ۶ | سنگ یحیی            | خسرو عباسی خودلان         | نشر نیماژ |
| ۷ | همین امشب برمی‌گردیم | پیمان اسماعیلی            | نشر چشمه  |

#### رمان‌های راه‌یافته به دور نهایی
|   | نام کتاب          | نویسنده         | ناشر      |
| - | ----------------- | --------------- | --------- |
| ۱ | آناتومی افسردگی   | محمد طلوعی      | نشر افق   |
| ۲ | بهشت و دوزخ       | جعفر مدرس صادقی | نشر مرکز  |
| ۳ | تپه خرگوش         | علی اکبر حیدری  | نشر روزنه |
| ۴ | چین خوردگی        | هادی معصوم دوست | نشر ققنوس |
| ۵ | سالتو             | مهدی افروزمنش   | نشر چشمه  |
| ۶ | کوچه ابرهای گمشده | کوروش اسدی      | نشر نیماژ |
| ۷ | ناتمامی           | زهرا عبدی       | نشر چشمه  |

در مرحله نهایی داوری، آثار زیر به عنوان کتاب‌های برگزیده معرفی شدند:
برگزیده نهایی بخش مجموعه داستان:
| ۱ | باران بمبئی | پیام یزدانجو | نشر چشمه | اثر برگزیده |
| - | ----------- | ------------ | -------- | ----------- |

برگزیده نهایی بخش رمان:
| ۱ | ناتمامی   | زهرا عبدی      | نشر چشمه  | اثر برگزیده  |
| - | --------- | -------------- | --------- | ------------ |
| ۲ | تپه خرگوش | علی اکبر حیدری | نشر روزنه | شایسته تقدیر |

برگزیده نهایی بخش مجموعه داستان از نگاه مخاطبان:
| ۱ | سایه کاج‌ها | غلامرضا رضایی | نشر نیماژ | اثر برگزیده |
| - | ---------- | ------------- | --------- | ----------- |

برگزیده نهایی بخش رمان از نگاه مخاطبان:
| ۱ | تپه خرگوش | علی اکبر حیدری | نشر روزنه | اثر برگزیده |
| - | --------- | -------------- | --------- | ----------- |

### دوره هشتم جایزه ادبی هفت اقلیم ۱۳۹۷
نامزدهای هشتیمن دوره جایزه ادبی هفت اقلیم در دو بخش مجموعه داستان و رمان، از بین ۱۷۵ رمان و ۹۵ مجموعه داستان رسیده به دبیرخانه این جایزه ادبی اعلام شدند.

#### داوران این دوره
- بخش مجموعه داستان: علی خدایی، ناهید طباطبایی، غزل مصدق
- بخش رمان: رضا جولایی، احمد آرام، رضا زنگی‌آبادی

مجموعه داستان‌های راه‌یافته به دور نهایی:
|   | نام کتاب         | نویسنده          | ناشر      |
| - | ---------------- | ---------------- | --------- |
| ۱ | خاطرات یک دروغگو | نسیم وهابی       | نشر مرکز  |
| ۲ | روی خط چشم       | پیمان هوشمندزاده | نشر چشمه  |
| ۳ | زخم شیر          | صمد طاهری        | نشر نیماژ |
| ۴ | زن غمگین         | محسن عباسی       | نشر نی    |
| ۵ | شکارچیان در برف  | نسیبه فضل‌الهی    | نشر ثالث  |

#### رمان‌های راه‌یافته به دور نهایی
|   | نام کتاب                      | نویسنده           | ناشر     |
| - | ----------------------------- | ----------------- | -------- |
| ۱ | بند محکومین                   | کیهان خانجانی     | نشر چشمه |
| ۲ | تهرانی‌ها                      | امیرحسین خورشیدفر | نشر مرکز |
| ۳ | راهنمای مردن با گیاهان دارویی | عطیه عطارزاده     | نشر چشمه |
| ۴ | سرزمین عجایب                  | جعفر مدرس صادقی   | نشر مرکز |
| ۵ | غروبدار                       | سمیه مکیان        | نشر چشمه |

در مرحله نهایی داوری، آثار زیر به عنوان کتاب‌های برگزیده معرفی شدند:
برگزیده نهایی بخش مجموعه داستان:
| ۱ | خاطرات یک دروغگو | نسیم وهابی       | نشر مرکز | اثر برگزیده  |
| - | ---------------- | ---------------- | -------- | ------------ |
| ۲ | روی خط چشم       | پیمان هوشمندزاده | نشر چشمه | شایسته تقدیر |
| ۳ | شکارچیان در برف  | نسیبه فضل‌الهی    | نشر ثالث | شایسته تقدیر |

برگزیده نهایی بخش رمان:
| ۱ | راهنمای مردن با گیاهان دارویی | عطیه عطارزاده | نشر چشمه | اثر برگزیده |
| - | ----------------------------- | ------------- | -------- | ----------- |

### دوره نهم جایزه ادبی هفت اقلیم ۱۳۹۹
نامزدهای نهمین دوره جایزه ادبی هفت اقلیم در دو بخش مجموعه داستان و رمان، از بین ۱۶۰ رمان و ۹۴ مجموعه داستان رسیده به دبیرخانه این جایزه ادبی اعلام شدند.

#### داوران این دوره
- بخش مجموعه داستان: علی خدایی، ناهید طباطبایی، هادی نودهی
- بخش رمان: صمد طاهری، حسن محمودی، رضا زنگی‌آبادی

مجموعه داستان‌های راه‌یافته به دور نهایی:
|   | نام کتاب                        | نویسنده             | ناشر       |
| - | ------------------------------- | ------------------- | ---------- |
| ۱ | افتاده بودیم در گردنهٔ حیران     | حسین لعل بذری       | نشر نیماژ  |
| ۲ | پشت فرودگاه                     | محمود رضایی         | نشر چشمه   |
| ۳ | جغد برفی                        | فاطمه مهر خان سالار | نشر مرکز   |
| ۴ | حامله و امپراتور                | هومن نحوی           | نشر نگاه   |
| ۵ | سگی در خانهٔ یک انارشیست دست دوم | احمد آرام           | نشر پیدایش |
| ۶ | قنادی ادوارد                    | آرش صادق بیگی       | نشر مرکز   |
| ۷ | هفت گنبد                        | محمد طلوعی          | نشر افق    |

#### رمان‌های راه‌یافته به دور نهایی
|   | نام کتاب          | نویسنده           | ناشر         |
| - | ----------------- | ----------------- | ------------ |
| ۱ | خاموش خانه        | ساناز زمانی       | نشر نیماژ    |
| ۲ | سرباز کوکی‌ها      | مجید همتی متین    | نشر نیماژ    |
| ۳ | قوها انعکاس فیل‌ها | پیام ناصر         | نشر مرکز     |
| ۴ | کاکا کرمکی        | سلمان امین        | نشر چشمه     |
| ۵ | کتاب خم           | علیرضا سیف الدینی | نشر نیماژ    |
| ۶ | نامهٔ سرمدی        | محمد رحیم اخوت    | نشر آگاه_بان |
| ۷ | هشت پیانیست       | مهدی بهرامی       | نشر نیماژ    |

در مرحله نهایی داوری، آثار زیر به عنوان کتاب‌های برگزیده معرفی شدند:
برگزیده نهایی بخش مجموعه داستان:
| ۱ | جغد برفی | فاطمه‌مهر خان‌سالار | نشر مرکز | اثر برگزیده |
| - | -------- | ----------------- | -------- | ----------- |

برگزیده نهایی بخش رمان:
| ۱ | قوها انعکاس فیل‌ها | پیام ناصر         | نشر مرکز  | اثر برگزیده  |
| - | ----------------- | ----------------- | --------- | ------------ |
| ۲ | کتاب خم           | علیرضا سیف الدینی | نشر نیماژ | شایسته تقدیر |
| ۳ | هشت پیانیست       | مهدی بهرامی       | نشر نیماژ | شایسته تقدیر |

### دوره دهم جایزه ادبی هفت اقلیم ۱۴۰۰
نامزدهای نهمین دوره جایزه ادبی هفت اقلیم در دو بخش مجموعه داستان و رمان، از بین آثار رسیده به دبیرخانه این جایزه ادبی اعلام شدند.

#### داوران این دوره
- بخش مجموعه داستان: علی خدایی، محمد حسینی، فرشته احمدی
- بخش رمان: صمد طاهری، احمد آرام، رضا زنگی‌آبادی

مجموعه داستان‌های راه‌یافته به دور نهایی
|   | نام کتاب           | نویسنده         | ناشر      |
| - | ------------------ | --------------- | --------- |
| ۱ | به مگزی خوش آمدید  | داریوش احمدی    | نشر نیماژ |
| ۲ | چشم سگ             | عالیه عطایی     | نشر چشمه  |
| ۳ | زمستان شغال        | فرهاد رفیعی     | نشر نیماژ |
| ۴ | ساکن خانه دیگران   | محمدرضا زمانی   | نشر ثالث  |
| ۵ | فلامینگوهای بختگان | علی صالحی بافقی | نشر مرکز  |
| ۶ | مرز                | نفیسه نصیران    | نشر مرکز  |

رمان‌های راه‌یافته به دور نهایی:
|   | نام کتاب              | نویسنده             | ناشر      |
| - | --------------------- | ------------------- | --------- |
| ۱ | اوراد نیمروز          | منصور علیمرادی      | نشر نیماژ |
| ۲ | پرده آهنین            | علی شروقی           | نشر ثالث  |
| ۳ | جهان هولوگرافیک جنایت | فرید حسینیان تهرانی | نشر نیماژ |
| ۴ | خرگوش و خاکستر        | محبوبه موسوی        | نشر آگه   |
| ۵ | روز دیگر شورا         | فریبا وفی           | نشر مرکز  |
| ۶ | طبقه منفی دو          | فاطمه جعفریان       | نشر ثالث  |

در مرحله نهایی داوری، آثار زیر به عنوان کتاب‌های برگزیده معرفی شدند:

برگزیده نهایی بخش مجموعه داستان:
| ۱ | ساکن خانه دیگران   | محمدرضا زمانی   | نشر ثالث | اثر برگزیده  |
| ۲ | فلامینگوهای بختگان | علی صالحی بافقی | نشر مرکز | شایسته تقدیر |

برگزیده نهایی بخش رمان:
| ۱ | پرده آهنین    | علی شروقی     | نشر ثالث | اثر برگزیده  |
| ۲ | روز دیگر شورا | فریبا وفی     | نشر مرکز | شایسته تقدیر |
| ۳ | طبقه منفی دو  | فاطمه جعفریان | نشر ثالث | شایسته تقدیر |

### دوره یازدهم جایزه ادبی هفت اقلیم ۱۴۰۱
دبیرخانه یازدهمین دوره جایزه داستان «هفت اقلیم» از بین آثار ارسالی به دبیرخانه، آثار زیر را به عنوان نامزدهای نهایی دریافت عنوان بهترین رمان و بهترین مجموعه داستان منتشرشده در سال ۱۳۹۹ معرفی کرد:

داوران این دوره
- بخش مجموعه داستان: محمد چرمشیر، فرشته نوبخت و محمد کشاورز
- بخش رمان: رضا زنگی‌آبادی، ابراهیم دمشناس و شهلا زرلکی

مجموعه داستان‌های راه‌یافته به دور نهایی
|   | نام کتاب               | نویسنده         | ناشر     |
| - | ---------------------- | --------------- | -------- |
| ۱ | هاملت در نم‌نم‌ باران    | اصغر عبداللهی   | نشر چشمه |
| ۲ | هفت ناخدا              | شهریار مندنی‌پور | نشر مرکز |
| ۳ | شب در از ما بهترانیه   | حمیدرضا نجفی    | نشر چشمه |
| ۴ | اتللوی تابستانی        | نسیبه فضل‌اللهی  | نشر ثالث |
| ۵ | حق با شاخه نبات است    | تورج رهنما      | نشر هیلا |
| ۶ | چند نسخه از این کاغذها | امیررضا بیگدلی  | نشر ترنگ |

رمان‌های راه‌یافته به دور نهایی:
|   | نام کتاب         | نویسنده           | ناشر      |
| - | ---------------- | ----------------- | --------- |
| ۱ | شانه بر شن       | مهدی بهرامی       | نشر نیماژ |
| ۲ | اندوه من         | محمدهاشم اکبریانی | نشر نیماژ |
| ۳ | جنون خدایان      | امیر خداوردی      | نشر ثالث  |
| ۴ | بداهه در لامینور | مرجان صادقی       | نشر ثالث  |
| ۵ | زل آفتاب         | سروش چیت‌ساز       | نشر چشمه  |
| ۶ | سونات لال        | میترا معینی       | نشر نیماژ |

در مرحله نهایی داوری، آثار زیر به عنوان کتاب‌های برگزیده معرفی شدند: 

برگزیده نهایی بخش مجموعه داستان:
| ۱ | هاملت در نم‌نم باران  | اصغر عبداللهی | نشر چشمه | اثر برگزیده  |
| ۲ | شب در از ما بهترانیه | حمیدرضا نجفی  | نشر چشمه | شایسته تقدیر |

برگزیده نهایی بخش رمان:
| ۱ | شانه بر شن | مهدی بهرامی       | نشر نیماژ | اثر برگزیده  |
| ۲ | اندوه من   | محمدهاشم اکبریانی | نشر نیماژ | شایسته تقدیر |